# Марк Порцій Катон (консул 118 року до н. е.)
Марк Порцій Катон (161/159 — 118 роки до н. е.) — політичний, державний та військовий діяч Римської республіки.

## Життєпис
Походив з роду нобілів Порціїв Катонів. Син Марка Порція Катона Ліциніана, відомого правника, та Емілії Терції. 
У 121 році до н. е. став претором. У 118 році до н. е. його обрано консулом разом з Квінтом Марцієм Рексом. Був спрямований до Нумідії для залагодження стосунків поміж спадкоємцями померлого царя Міципси — Адгербалом, Гіємпсалом та Югуртою. Під час виконання цього дипломатичного завдання Катон й сконав.

## Родина
- Марк Порцій Катон, претор 92 року до н. е.